# Tursiops australis
Il Tursiops australis, conosciuto comunemente nei luoghi d'origine come Burrunan (parola aborigena che descrive la focena), è una specie di cetaceo odontoceto appartenente alla famiglia Delphinidae.

## Scoperta

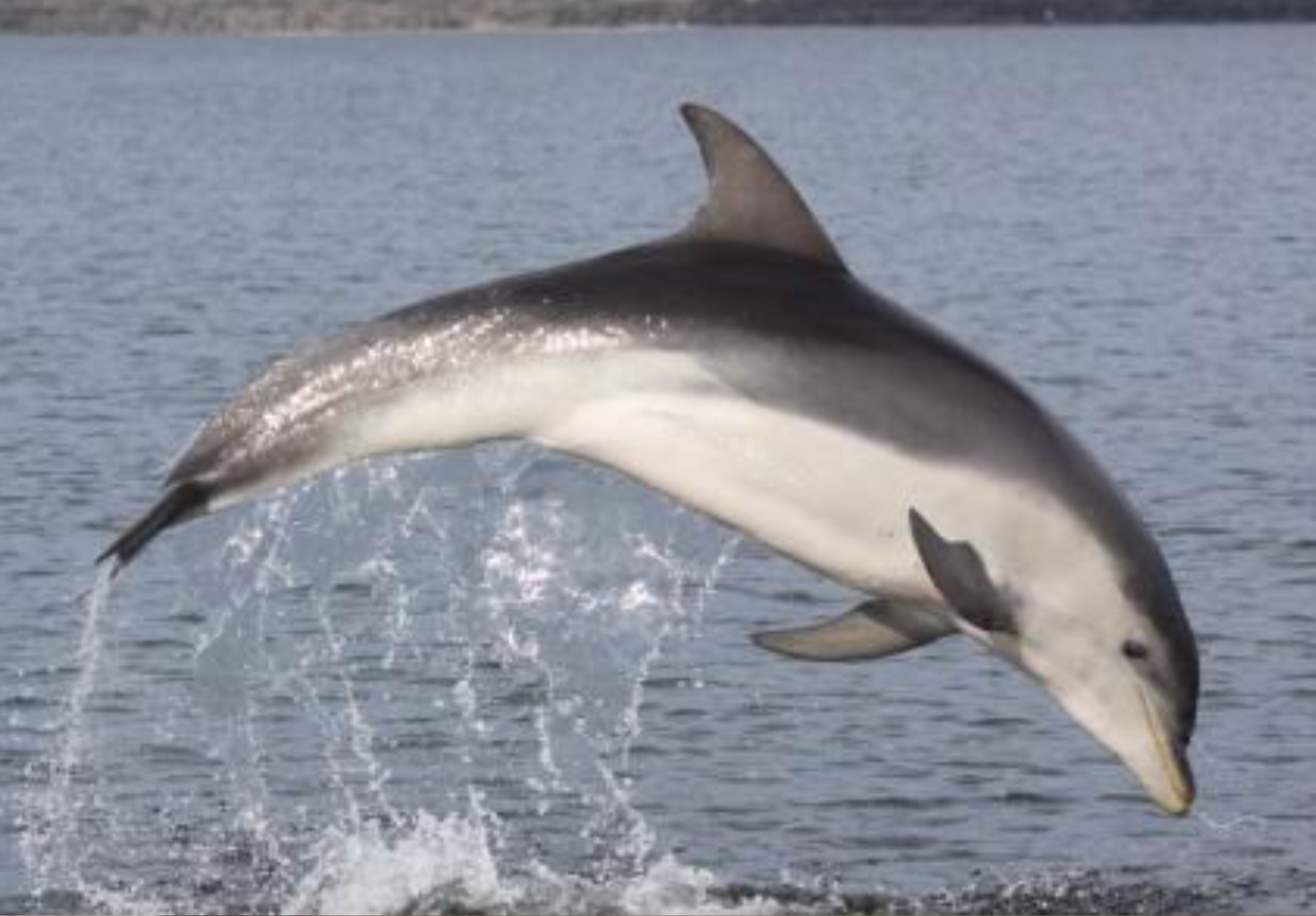
Burrunan

Ritenuta erroneamente parte della popolazione di Tursiops truncatus australiana, questa specie è stata descritta dalla ricercatrice dell'Università di Monash Kate Charlton-Robb, che ha cominciato ad esaminare la popolazione di delfini di Melbourne comparandola fisicamente e geneticamente alle altre popolazioni di tursiopi. Le differenze riscontrate hanno giustificato la scoperta di questa nuova specie, arrivando anche a localizzare l'intera popolazione di Burrunan esistenti. La differenza sta principalmente nella colorazione dei fianchi, che in questa specie sono avorio-ocra chiaro.

## Diffusione
Grazie agli studi della ricercatrice si conoscono due popolazioni differenti: circa 100 esemplari abitano Port Phillip (dove sorge Melbourne) mentre 50 sono stati localizzati nella laguna conosciuta come Gippsland Lakes.

## Altre immagini

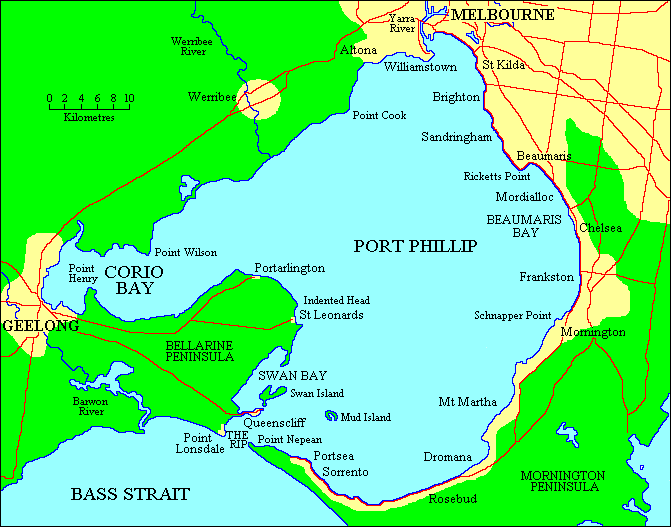
Carta di Port Phillip
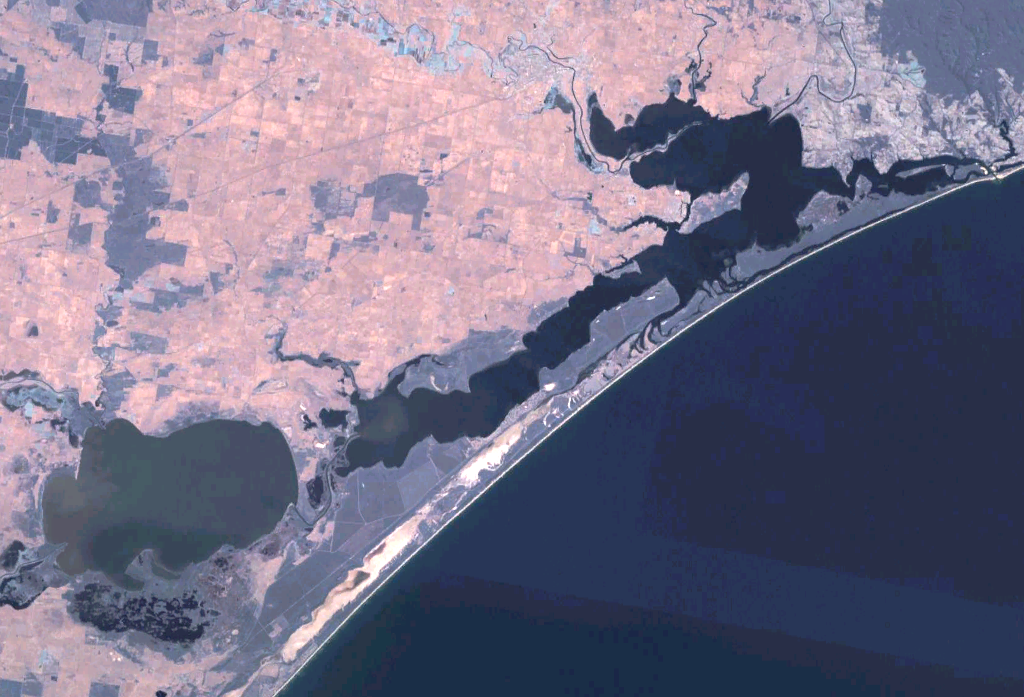
Fotografia satellitare di Gippsland Lakes